# Edizioni di Buonasera con...
Questa lista raggruppa la composizione delle 34 edizioni della trasmissione televisiva contenitore Buonasera con..., andata in onda dal 1977 al 1982, con gli autori, il regista, il conduttore e i programmi trasmessi all'interno della seconda parte delle singole edizioni.

## Elenco edizioni

### 1ª edizione
- Titolo: Buonasera con... Mario Carotenuto
- Puntate: 20 (complessive: 1–20).
- Periodo di trasmissione: dal 1° al 26 novembre 1977.

- Autori: Marcello Casco, Marcello Ciorciolini, Guido Leoni, Sandro Leoni
- Regista: Enzo Dell'Aquila, Stefano De Stefani
- Conduttore: Mario Carotenuto[1]
- Sigla iniziale: Si voi la ggente, cantata da Mario Carotenuto
- Sigla finale: Viaggio nel tempo, eseguita da Armando Trovajoli
- Programmi trasmessi: Caro papà.

Prima edizione del programma contenitore. Il sabato, al posto del telefilm, veniva trasmesso La spintarella, varietà in cinque puntate in cui si esibivano artisti dilettanti, simile a La Corrida - Dilettanti allo sbaraglio, realizzato al Teatro delle Vittorie.

### 2ª edizione
- Titolo: Buonasera con... Silvan
- Puntate: 24 (complessive: 21–44).
- Periodo di trasmissione: dal 29 novembre al 30 dicembre 1977.

- Autori: Sergio Paolini, Stelio Silvestri
- Regista: Alda Grimaldi
- Conduttore: Silvan[1]
- Partecipano inoltre: Evelyn Hanack, Mac Ronay, Les Humphries Singers
- Sigla: Mugghi, cantata da Silvia Annichiarico
- Programmi trasmessi: Muppet Show

Il sabato, al posto del Muppet Show, venivano trasmesse le repliche della trasmissione Sim Salabim.

### 3ª edizione
- Titolo: Buonasera con... Tarzan & C.
- Puntate: 16 (complessive: 45–60).
- Periodo di trasmissione: dal 4 al 27 gennaio 1978.
- Conduttrice: Maria Giovanna Elmi
- Programmi trasmessi: La famiglia Addams, Tarzan il signore della jungla

Prima edizione senza la parte dedicata al varietà.

### 4ª edizione
- Titolo: Buonasera con... Quartetto Cetra
- Puntate: 25 (complessive: 61–85).
- Periodo di trasmissione: dal 31 gennaio al 4 marzo 1978.

- Autori: Mario Amendola, Bruno Corbucci, Tata Giacobetti, Romolo Siena
- Regista: Romolo Siena
- Conduttore: Quartetto Cetra[1]
- Sigla iniziale: Nella vecchia fattoria, cantata da Big Band
- Sigla finale: I moschettieri, cantata dal Quartetto Cetra
- Programmi trasmessi: La famiglia Robinson

### 5ª edizione
- Titolo: Buonasera con... Nanni Loy
- Puntate: 18 (complessive: 86–103).
- Periodo di trasmissione: dal 7 marzo al 1º aprile 1978.

- Autori: Patrizia Carrano, Marcello Ciorciolini, Nanni Loy
- Regista: Enzo Dell'Aquila
- Conduttore: Nanni Loy[2]
- Programmi trasmessi: Candid Camera

### 6ª edizione
- Titolo: Buonasera con... Superman e Atlas Ufo Robot
- Puntate: 24 (complessive: 104–127).
- Periodo di trasmissione: dal 4 aprile al 6 maggio 1978.

- Conduttrice: Maria Giovanna Elmi
- Programmi trasmessi: Superman e Atlas Ufo Robot

Seconda edizione senza la parte dedicata al varietà. La conduttrice aveva soltanto il compito di annunciare i cartoni animati trasmessi. Nella prima storica puntata della serie, andata in onda il 4 aprile 1978, venivano presentati per la prima volta in Italia gli anime mecha giapponesi.

### 7ª edizione
- Titolo: Buonasera con... Franco Franchi
- Puntate: 22 (complessive: 128–149).
- Periodo di trasmissione: dal 16 maggio al 17 giugno 1978.

- Autori: Castellano e Pipolo, Roberto Gianviti, Marcello Marchesi, Giorgio Mariuzzo, Vittorio Vighi, Jacopo Rizza
- Regista: Lucio Fulci
- Conduttore: Franco Franchi[2]
- Luci: Renato Re
- Scenografia: Ada Legori
- Costumista: Giovanna De Poli
- Musiche: Vito Tommaso
- Sigla di apertura: Sarò Franco, cantata da Franco Franchi.
- Sigla di chiusura: Skate board, cantata da Franco Franchi con il Coro I Nostri Figli diretto da Nora Orlandi.
- Programmi trasmessi: Tom & Jerry

Nella trasmissione Franco Franchi, oltre agli sketch comici, dialoga con il pupazzo Saruzzo, al quale presta la voce Giorgio Bettinelli, che in una puntata presentò la canzone Qui lo dico, qui lo nego eseguita con i Pandemonium. Tra gli ospiti ci furono anche personalità del mondo sportivo (Enrico Albertosi, Oreste Perri). Fu l'unica direzione di un programma televisivo per il regista cinematografico Lucio Fulci.

### 8ª edizione
- Titolo: Buonasera con... Renato Rascel
- Puntate: 24 (complessive: 150–173).
- Periodo di trasmissione: dal 7 novembre all'8 dicembre 1978.

- Autori: Leo Chiosso, Sergio D'Ottavi
- Regista: Kikka Mauri Cerrato
- Conduttore: Renato Rascel[3]
- Luci: Augusto Cairoli
- Scenografia: Tommaso Passalacqua
- Costumi: Giuseppe Crisolini
- Musiche: Armando Del Cupola
- Sigla: Sì...buonasera!, cantata da Renato Rascel.
- Programmi trasmessi: Un uomo in casa

### 9ª edizione
- Titolo: Buonasera con... il Quartetto Cetra
- Puntate: 25 (complessive: 174–198).
- Periodo di trasmissione: dall'11 dicembre 1978 al 12 gennaio 1979.

- Autori: Tata Giacobetti, Romolo Siena
- Regista: Francesco Dama
- Conduttore: Quartetto Cetra[3]
- Sigle: Pierino ha la febbre e Appuntamento spaziale cantate dal Quartetto Cetra con il Coro dei Piccoli Cantori di Milano di Niny Comolli.
- Programmi trasmessi: Atlas Ufo Robot

### 10ª edizione
- Titolo: Buonasera con... Luciano Salce
- Puntate: 20 (complessive: 199–218).
- Periodo di trasmissione: dal 15 gennaio al 9 febbraio 1979.

- Autori: Leo Chiosso, Sergio D'Ottavi, Luciano Salce
- Regista: Adriana Borgonovo
- Conduttore: Luciano Salce[3]
- Sigla: Nella misura in cui..., cantata da Rosanna Fratello
- Programmi trasmessi: Dottori in allegria

### 11ª edizione
- Titolo: Buonasera con... Supergulp! - Girandola di 15 eroi di carta
- Puntate: 20 (complessive: 219–238).
- Periodo di trasmissione: dal 12 febbraio al 9 marzo 1979.

- Autori: Guido De Maria, Giancarlo Governi
- Regista: Guido De Maria
- Sigle: Giumbolo e Supergulp n. 2, cantate da Giona (Giorgio Marchi).

Quinta serie del programma sui fumetti, trasmessa all'interno del contenitore. 

### 12ª edizione
- Titolo: Buonasera con... Jet Quiz
- Puntate: 20 (complessive: 239–258).
- Periodo di trasmissione: dal 12 marzo al 6 aprile 1979.

- Autori: Antonio Bacchieri, Aldo Novelli
- Regista: Antonio Bacchieri
- Conduttore: Attilio Ciciotto[3]
- Sigla iniziale: Space Oddity, cantata da David Bowie
- Sigla finale: Mama, cantata dai Ricchi e Poveri
- Girato nello Studio 7 del Centro di produzione Rai di via Teulada

Edizione del programma in cui non venivano trasmessi cartoni animati o telefilm: era un gioco a quiz nel quale i concorrenti si aggiudicavano ore di volo e soggiorni in base a quattro itinerari predefiniti, la cui durata aumentava in base alle risposte esatte fornite. Al gioco partecipavano anche i telespettatori da casa.

### 13ª edizione
- Titolo: Buonasera con... Rita al circo
- Puntate: 25 (complessive: 259–283).
- Periodo di trasmissione: dal 9 aprile all'11 maggio 1979.

- Autori: Marcello Ciorciolini
- Regista: Romolo Siena
- Conduttrice: Rita Pavone[3]
- Partecipano inoltre: Enzo Garinei e Antonio Francone
- Sigle: Paperita e Il fischietto, cantate da Rita Pavone.
- Programmi trasmessi: Capitan Harlock

Edizione itinerante che venne girata al circo di Moira Orfei nei luoghi dove faceva tappa lo spettacolo. Paperita era un pupazzo creato da Maria Perego.

### 14ª edizione
- Titolo: Buonasera con... vari conduttori
- Puntate: 20 (complessive: 284–303).
- Periodo di trasmissione: dal 14 maggio al 5 giugno 1979.

- Conduttori: Lina Wertmuller, Ornella Muti, Paolo Poli, Renzo Arbore, Luigi Comencini, Francesco Altan, Ugo Gregoretti, Angela e Luciana Giussani, Mario Marenco, Elisabetta Terabust, Luigi Malerba, Paolo Rossi, Bruno Munari, Sergio Endrigo, Dario Fo, Italo Calvino, Giorgio Gaslini, Gianni Rodari, Emanuele Luzzati e Ottavia Piccolo
- Sigla: Il paese del no, cantata da Sergio Endrigo
- Programmi trasmessi: Muppet Show

Edizione dove i conduttori (uno per puntata) raccontano gli episodi più significativi della loro infanzia.

### 15ª edizione
- Titolo: Buonasera con... Macario
- Puntate: 25 (complessive: 304–328).
- Periodo di trasmissione: dall'8 ottobre al 9 novembre 1979.

- Autori: Leo Chiosso, Sergio D'Ottavi, Mauro Macario
- Regista: Mauro Macario
- Conduttore: Erminio Macario[4]
- Sigla: Ciao nonnino, cantata da Erminio Macario.
- Programmi trasmessi: George e Mildred

### 16ª edizione
- Titolo: Buonasera con... Alberto Lupo
- Puntate: 20 (complessive: 329–348).
- Periodo di trasmissione: dal 12 novembre al 7 dicembre 1979.

- Autori: Jacopo Rizza, Vittorio Vighi
- Regista: Adriana Borgonovo
- Conduttore: Alberto Lupo[4]
- Partecipano inoltre: Gisella Sofio, Franco Pucci
- Sigla: Dai Lupone dai, cantata da Pippo Franco
- Programmi trasmessi: Mork & Mindy

Gli ospiti furono Raimondo Vianello, Iva Zanicchi, Anton Giulio Majano, Corrado, Carlo Dapporto, Ave Ninchi, Lyla Rocco, Massimo Serato, Renzo Palmer, Luciano Salce, Oreste Lionello, Isabella Biagini, Peter Van Wood, Enzo Jannacci ed Enzo Tortora.

### 17ª edizione
- Titolo: Buonasera con... Peppino De Filippo
- Puntate: 21 (complessive: 349–369).
- Periodo di trasmissione: dal 10 dicembre 1979 al 6 gennaio 1980.

- Autori: Luigi De Filippo
- Regista: Giancarlo Nicotra
- Conduttore: Peppino De Filippo[4]
- Luci: Giuliano Santi
- Scenografia: Sergio Palmieri
- Costumista: Simonetta Piselli
- Truccatrice: Rosanna Pergolesi
- Parrucchiera: Olga Giorgi
- Curatore: Pupi Sambati
- Sigla di apertura: Il mestiere dell'attore, cantata da Tony Cucchiara.
- Sigla di chiusura: La gallina, cantata da Peppino De Filippo.
- Programmi trasmessi: Atlas Ufo Robot

### 18ª edizione
- Titolo: Buonasera con... Franca Rame
- Puntate: 20 (complessive: 370–389).
- Periodo di trasmissione: dal 7 gennaio al 1º febbraio 1980.

- Autori: Dario Fo, Franca Rame
- Regista: Beppe Recchia
- Conduttrice: Franca Rame[4]
- Luci: Giorgio Citton
- Musiche: Fiorenzo Carpi
- Scenografia: Filippo Corradi Cervi
- Costumista: Pia Rame
- Curatore: Carlo Massa
- Partecipa inoltre: Dario Fo
- Sigla iniziale: Io ci avevo una nonna pazza, cantata da Franca Rame.
- Programmi trasmessi: Ciao Debby!

### 19ª edizione
- Titolo: Buonasera con... Carlo Dapporto
- Puntate: 20 (complessive: 390-409)
- Periodo di trasmissione: dal 4 al 29 febbraio 1980.

- Autori: Carlo Silva, Gustavo Palazio, Carlo Dapporto
- Regista: Lucio Testa
- Conduttore: Carlo Dapporto[4]
- Sigla: La pioggia, cantata da Carlo Dapporto
- Programmi trasmessi: Il nido di Robin

### 20ª edizione
- Titolo: Buonasera con... Ugo Gregoretti
- Puntate: 20 (complessive: 410-429)
- Periodo di trasmissione: dal 3 al 28 marzo 1980.

- Autori: Alfredo Cerrato, Ugo Gregoretti
- Regista: Kikka Mauri Cerrato
- Conduttore: Ugo Gregoretti[5]
- Partecipano inoltre: Stefano Satta Flores, Maria Monti, Massimo De Rossi
- Programmi trasmessi: Billy il bugiardo

### 21ª edizione
- Titolo: Buonasera con... il West
- Puntate: 29 (complessive: 430–458)
- Periodo di trasmissione: dal 31 marzo all'8 maggio 1980.

- Programmi trasmessi: Alla conquista del West, in un'edizione ampliata a 29 episodi della durata di circa 45 minuti.

Edizione senza la parte dedicata al varietà.

### 22ª edizione
- Titolo: Buonasera con... Rossano Brazzi
- Puntate: 25 (complessive: 459–483)
- Periodo di trasmissione: dal 12 maggio al 14 giugno 1980.

- Autori: Corima, Stefano Jurgens
- Regista: Adriana Borgonovo
- Conduttore: Rossano Brazzi[5]
- Scenografia: Mario Ambrosino
- Produttore: Oscar Brazzi per Chiara Film Cinematografica
- Delegato RAI alla produzione: Ivanka Kotnik Veltroni
- Sigla: M'ama no, cantata da Milena Caso.[6]
- Programmi trasmessi: I ragazzi del sabato sera

### 23ª edizione
- Titolo: Buonasera con... Tino Scotti
- Puntate: 25 (complessive: 484–508)
- Periodo di trasmissione: dal 29 settembre al 31 ottobre 1980.

- Autori: Sergio Paolini, Stelio Silvestri, Tino Scotti, Romolo Siena
- Regista: Romolo Siena
- Conduttore: Tino Scotti[5]
- Sigla: Il cavaliere della sera, cantata da Tino Scotti.
- Programmi trasmessi: Mork & Mindy

### 24ª edizione
- Titolo: Buonasera con... Ma che storia è questa
- Puntate: 20 (complessive: 509–528)
- Periodo di trasmissione: dal 3 al 28 novembre 1980.

- Autori: Enzo Biagi, Alberto Gozzi, Giuseppe Pardieri
- Regista: Alberto Gozzi
- Conduttore: Enzo Biagi[7]
- Sigla: Ma che storia è questa, cantata da Mimmo Cavallo

Edizione senza programmi trasmessi, dove si affrontava la storia d'Italia attraverso i fumetti, documentari, spezzoni di film e interviste.

### 25ª edizione
- Titolo: Buonasera con... Il pianeta Totò
- Puntate: 30 (complessive: 529–558)
- Periodo di trasmissione: dal 1º dicembre 1980 al 16 gennaio 1981.[7]

- Sigla: Malafemmena, rielaborazione jazz di Piero Montanari, eseguita da James Senese.

È la prima versione, curata da Giancarlo Governi, del programma documentario su Totò; nel 1987 andrà in onda una versione ridotta di 27 puntate dove si utilizza come sigla in una puntata la versione di Malafemmena cantata da Giuseppe Di Stefano.

### 26ª edizione
- Titolo: Buonasera con... Enrico Maria Salerno
- Puntate: 20 (complessive: 559–578)
- Periodo di trasmissione: dal 19 gennaio al 13 febbraio 1981.

- Autori: Leo Chiosso, Sergio D'Ottavi
- Regista: Silvio Ferri
- Conduttore: Enrico Maria Salerno[7]
- Luci: Carlo Tiepidino
- Scenografia e costumi: Gianna Sgarbossa
- Musiche: Detto Mariano
- Coreografie: Luisella Arcari
- Curatore: Carlo Massa
- Sigla: Giovane giovane giò, cantata da Enrico Maria Salerno.
- Programmi trasmessi: George e Mildred

### 27ª edizione
- Titolo: Buonasera con... Alice ed Ellen Kessler
- Puntate: 19 (complessive: 579–597)
- Periodo di trasmissione: dal 16 febbraio al 13 marzo 1981.

- Autori: Antonio Amurri, Dino Verde
- Regista: Carlo Nistri
- Conduttrici: Alice ed Ellen Kessler[7]
- Sigla: Scioglilingua, cantata da Alice ed Ellen Kessler.
- Programmi trasmessi: Muppet Show

### 28ª edizione
- Titolo: Buonasera con... Supergulp!
- Puntate: 20 (complessive: 598–617).
- Periodo di trasmissione: dal 16 marzo al 10 aprile 1981.

- Autori: Guido De Maria, Giancarlo Governi
- Regista: Guido De Maria
- Sigle: Giumbolando e Crash Bang Gulp!, cantate da Giumbolo (Giorgio Marchi), con i Piccoli Cantori di Milano di Niny Comolli e l'orchestra di Franco Godi.

Sesta serie del programma sui fumetti, ultima trasmessa all'interno del contenitore. All'interno venne trasmessa una versione ridotta del lungometraggio animato Alan Ford e il gruppo TNT contro Superciuk.

### 29ª edizione
- Titolo: Buonasera con... Ave Ninchi
- Puntate: 20 (complessive: 618–637).
- Periodo di trasmissione: dal 13 aprile all'8 maggio 1981.

- Autori: Sergio Paolini, Stelio Silvestri
- Regista: Roberto Valentini
- Conduttrice: Ave Ninchi[7]
- Sigla: Let It Be Love, cantata da Paul Bradley
- Programmi trasmessi: Butterflies

### 30ª edizione
- Titolo: Buonasera con... Paolo Ferrari
- Puntate: 25 (complessive: 638–662).
- Periodo di trasmissione: dall'11 maggio al 12 giugno 1981.

- Autori: Guido Leoni, Paolo Ferrari
- Regista: Guido Leoni
- Conduttore: Paolo Ferrari[7]
- Partecipa inoltre: Laura Tavanti.
- Sigla: La cicogna, cantata da Equipe Ferrari
- Programmi trasmessi: Rhoda

### 31ª edizione
- Titolo: Buonasera con... Aldo e Carlo Giuffré – Cinevarietà
- Puntate: 25 (complessive: 663–687).
- Periodo di trasmissione: dal 14 ottobre all'11 novembre 1981.

- Autori: Leo Chiosso, Sergio D'Ottavi
- Regista: Angelo Zito
- Conduttori: Aldo e Carlo Giuffré[8][9]
- Orchestra diretta da Marcello De Martino.
- Partecipano inoltre: Maria Grazia Buccella, Dino Emanuelli, Wilma D'Eusebio, Claudia Capello, Maria Teresa Ruta, Joel Galietti e Silvano Scarpa
- Sigla: Acqua in bocca, cantata da Maria Grazia Buccella
- Programmi trasmessi: Visite a domicilio

### 32ª edizione
- Titolo: Buonasera con... Freddissimo ma con Bongusto
- Puntate: 15 (complessive: 688–702).
- Periodo di trasmissione: dal 29 marzo al 16 aprile 1982.

- Autori: Emilio Colombino, Maurizio Catalani, Paolo Limiti
- Regista: Angelo Zito
- Conduttore: Fred Bongusto[10]
- Orchestra diretta da José Mascolo.
- Sigla: Comm'aggia fà, cantata da Fred Bongusto.
- Partecipano inoltre: Dino Emanuelli, Don Lurio, i Passengers, Lino Banfi, Janet Agren, Gloria Gaynor, Renzo Arbore, Bobby Solo, Marcella, i Village People, i Giancattivi.
- Programmi trasmessi: Boomer cane intelligente

### 33ª edizione
- Titolo: Buonasera con... Milva & C.
- Puntate: 10 (complessive: 703–712).
- Periodo di trasmissione: dal 3 al 14 maggio 1982.

- Conduttori: Milva, Massimo Boldi, Teo Teocoli
- Orchestra diretta da Aldo Buonocore.
- Sigla: L'aeroplano, cantata da Milva
- Programmi trasmessi: Boomer cane intelligente

Edizione andata in onda da Milano; in ogni puntata c'era un balletto omaggio ai film di Fred Astaire e Ginger Rogers.

### 34ª edizione
- Titolo: Buonasera con... Mondiale!
- Puntate: 20 (complessive: 713–732).
- Periodo di trasmissione: dal 17 maggio all'11 giugno 1982.

- Autori: Sergio Paolini, Stelio Silvestri
- Regista: Silvio Ferri
- Conduttori: Enrica Bonaccorti, José Altafini[10]
- Orchestra diretta da Riccardo Vantellini
- Partecipa inoltre: Giorgio Porcaro
- Sigla di apertura: Forza Campione, cantata da Sammy Barbot
- Sigla di chiusura: Sent'Bello, cantata da Giorgio Porcaro

Ultima edizione del programma contenitore, realizzata poco prima del mondiale di calcio in Spagna, a metà tra game show e varietà. I concorrenti sostenevano le tre prove del quiz ed erano abbinati ai cantanti ospiti della trasmissione.